# Anemosa
Anemosa is een geslacht van vlinders van de familie snuitmotten (Pyralidae), uit de onderfamilie Chrysauginae.

## Soorten
- A. exanthes (Meyrick, 1885)
- A. isadasalis Walker, 1859